# Xenia Knoll
Xenia Knoll (Biel, 2 september 1992) is een tennisspeelster uit Zwitserland. Knoll begon met tennis toen zij vijf jaar oud was. Haar favoriete ondergrond is hardcourt. Zij speelt linkshandig en heeft een tweehandige backhand.

## Loopbaan

### Enkelspel
Knoll debuteerde in 2008 op het ITF-toernooi van Lenzerheide (Zwitserland). Zij stond in 2009 voor het eerst in een finale, op het ITF-toernooi van Cremona (Italië) – zij verloor van de Italiaanse Lisa Sabino. In 2013 veroverde Knoll haar eerste titel, op het ITF-toernooi van Timișoara (Roemenië), door de Roemeense Bianca Hîncu te verslaan.
Tot op heden(juli 2018) won zij twee ITF-titels, de meest recente in 2013 in Belgrado (Servië).
In 2013 speelde Knoll voor het eerst op een WTA-hoofdtoernooi, op het toernooi van Boedapest.

### Dubbelspel
Knoll behaalde in het dubbelspel betere resultaten dan in het enkelspel. Zij debuteerde in 2008 op het ITF-toernooi van Davos (Zwitserland), samen met landgenote Conny Perrin. Zij stond in 2009 voor het eerst in een finale, op het ITF-toernooi van Lenzerheide (Zwitserland), samen met landgenote Amra Sadiković – zij verloren van het Nederlandse duo Michelle Gerards en Marcella Koek. De week erna veroverde Knoll haar eerste titel, op het ITF-toernooi van Davos (Zwitserland), weer samen met Sadiković, door het duo Marcella Koek en Lisa Sabino te verslaan. Tot op heden(juli 2018) won zij 22 ITF-titels, de meest recente in 2018 in Antalya (Turkije).
In 2015 speelde Knoll voor het eerst op een WTA-hoofdtoernooi, op het toernooi van Bad Gastein, samen met de Italiaanse Alice Matteucci. Zij bereikten er de halve finale.
Zij stond in 2016 voor het eerst in een WTA-finale, op het toernooi van Istanbul, samen met de Montenegrijnse Danka Kovinić – zij moesten verstek laten gaan wegens een blessure van Kovinić. De week erna veroverde Knoll haar eerste WTA-titel, op het toernooi van Rabat, samen met de Servische Aleksandra Krunić, door het koppel Tatjana Maria en Raluca Olaru te verslaan. Datzelfde jaar speelde Knoll voor het eerst op een grandslamtoernooi, op Roland Garros 2016. Aansluitend speelde zij, met de Kroatische Petra Martić aan haar zijde, op het toernooi van Bol – hier won zij haar tweede WTA-titel. Tot op heden(juli 2018) won zij drie WTA-titels, de derde in 2016 in Gstaad.
Haar hoogste notering op de WTA-ranglijst is de 40e plaats, die zij bereikte in april 2017.

### Tennis in teamverband
In 2015 maakte Knoll deel uit van het Zwitserse Fed Cup-team.

## Posities op deWTA-ranglijst
Positie per einde seizoen:
| jaar | rang enkelspel | rang dubbelspel |
| ---- | -------------- | --------------- |
| 2009 | 857            | –               |
| 2010 | 884            | –               |
| 2011 | 557            | 615             |
| 2012 | 757            | 436             |
| 2013 | 369            | 270             |
| 2014 | 275            | 176             |
| 2015 | 356            | 125             |
| 2016 | 609            | 53              |
| 2017 | 794            | 60              |

## Palmares
| Legenda                 |
| ----------------------- |
| Grandslamtoernooi       |
| Olympische Spelen       |
| Year-End Championships  |
| Premier Mandatory       |
| Premier Five / WTA 1000 |
| Premier / WTA 500       |
| International / WTA 250 |
| Challenger / WTA 125    |

### WTA-finaleplaatsen enkelspel
geen

### WTA-finaleplaatsen vrouwendubbelspel
| nr.              | finale     | toernooi            | ondergrond    | partner           | tegenstandsters                        | score            |         |
| ---------------- | ---------- | ------------------- | ------------- | ----------------- | -------------------------------------- | ---------------- | ------- |
| gewonnen finales |            |                     |               |                   |                                        |                  |         |
| 1.               | 2016-04-30 | WTA Rabat           | gravel        | Aleksandra Krunić | Tatjana Maria Raluca Olaru             | 6-3, 6-0         | details |
| 2.               | 2016-06-05 | WTA Bol             | gravel        | Petra Martić      | Raluca Olaru İpek Soylu                | 6-3, 6-2         | details |
| 3.               | 2016-07-17 | WTA Gstaad          | gravel        | Lara Arruabarrena | Annika Beck Jevgenia Rodina            | 6-1, 3-6, [10-8] | details |
| verloren finales |            |                     |               |                   |                                        |                  |         |
| 1.               | 2016-04-24 | WTA Istanbul        | gravel        | Danka Kovinić     | Andreea Mitu İpek Soylu                | forfait          | details |
| 2.               | 2016-06-11 | WTA Rosmalen        | gras          | Aleksandra Krunić | Oksana Kalasjnikova Jaroslava Sjvedova | 1-6, 1-6         | details |
| 3.               | 2017-02-05 | WTA Sint-Petersburg | hardcourt (i) | Darija Jurak      | Jeļena Ostapenko Alicja Rosolska       | 6-3, 2-6, [5-10] | details |
| 4.               | 2017-10-15 | WTA Linz            | hardcourt (i) | Natela Dzalamidze | Kiki Bertens Johanna Larsson           | 6-3, 3-6, [4-10] | details |
| 5.               | 2018-04-29 | WTA Istanbul        | gravel        | Anna Smith        | Liang Chen Zhang Shuai                 | 4-6, 4-6         | details |
| 6.               | 2018-09-16 | WTA Québec          | tapijt (i)    | Darija Jurak      | Asia Muhammad Maria Sanchez            | 4-6, 3-6         | details |

## Resultaten grandslamtoernooien
| Legenda | Legenda                          |
| ------- | -------------------------------- |
| g.t.    | geen toernooi gehouden           |
| l.c.    | lagere categorie                 |
| –       | niet deelgenomen                 |
| G       | uitgeschakeld in de groepsfase   |
| 1R      | uitgeschakeld in de eerste ronde |
| 2R      | uitgeschakeld in de tweede ronde |
| 3R      | uitgeschakeld in de derde ronde  |
| 4R      | uitgeschakeld in de vierde ronde |
| KF      | uitgeschakeld in de kwartfinale  |
| HF      | uitgeschakeld in de halve finale |
| F       | de finale verloren               |
| W       | het toernooi gewonnen            |
| w-v     | winst/verlies-balans             |

### Vrouwendubbelspel
| toernooi        | 2016 | 2017 | 2018 |
| --------------- | ---- | ---- | ---- |
| Australian Open | –    | –    | 1R   |
| Roland Garros   | 1R   | 1R   | 1R   |
| Wimbledon       | 2R   | 1R   | 1R   |
| US Open         | 1R   | 1R   |      |